# Ångbåts AB Kalmarsund
Ångbåts AB Kalmarsund är ett tidigare svenskt rederi, som bland annat upprätthöll den sju kilometer långa färjeförbindelsen mellan Kalmar och Färjestaden fram till färdigställandet av Ölandsbron 1972.
Rederiet grundades som Ångfartygs-Bolaget Kalmar Sund  i Kalmar 1865 för trafik mellan Kalmar och Öland. Det ombildades 1894 till aktiebolag med namnet Ångbåts AB Kalmarsund. 
Ångbåts AB Kalmarsund köpte 1924 Kalmar varv. Det köptes 1969 av Kihlbergs Rederi AB i Göteborg. 

## Fartyg i urval
- S/S Kalmarsund N:o 1 (1867–1888)
- S/S Kalmarsund N:o 3 (1868–1888)
- S/S Kalmarsund I (1923–1955)
- S/S Kalmarsund II (1927–1956)
- M/S Kalmarsund III (1935–1964)
- M/S Kalmarsund IV (1948–1969)
- M/S Kalmarsund V (1959–1973)
- M/S Kalmarsund VI (1951–1972)[1]
- M/S Kalmarsund VII (1955–1972)
- M/S Kalmarsund VIII (1963–1972)
- M/S Kalmarsund IX (1965–1973)
- M/S Kalmarin (1971–1972)
- M/S Kalmarsund (1975–1985)
- S/S Kalmarsund IX (1909–1918)
- S/S Kalmarsund XI (1923–1929)
- S/S Kalmarsund VI (1888–1927)
- S/S Kalmarsund VII (1902–1950)
- S/S Öland (1952–1958)